# Quo
Quo — седьмой студийный альбом британской группы Status Quo, выпущенный в 1974 году. Записан Фрэнсисом Росси, Ричардом Парфиттом, Аланом Ланкастером и Джоном Когланом. Как и в случае с предыдущим релизом Hello!, он полностью состоял из перезаписанных или написанных в соавторстве песен. В качестве приглашённых музыкантов отметились Боб Янг и Том Паркер, которые сыграли на губной гармонике и на фортепиано в треке «Break the Rules».
Первоначально в качестве сингла планировалось выпустить песню «Backwater», но в конечном счёте в апреле 1974 года была выпущена песня «Break the Rules», которая достигла 8-го места в Великобритании.
В мае того же года состоялся выпуск самого альбома, который сумел достичь второго места в чартах. В ретроспективе альбом считается наиболее тяжёлым. Возможно это связано с влиянием басиста Алана Ланкастера, которому приписывают соавторство шести треков из восьми.
В Великобритании обложка альбома содержала рекламный вкладыш с изображением группы во время концерта и тексты песен.

## Список композиций
| №  | Название          | Автор(ы)                                                         | Длительность |
| -- | ----------------- | ---------------------------------------------------------------- | ------------ |
| 1. | «Backwater»       | Фрэнсис Росси, Алан Ланкастер                                    | 4:21         |
| 2. | «Just Take Me»    | Рик Парфитт, Алан Ланкастер                                      | 3:39         |
| 3. | «Break the Rules» | Фрэнсис Росси, Рик Парфитт, Алан Ланкастер, Джон Коглан, Боб Янг | 3:40         |
| 4. | «Drifting Away»   | Рик Парфитт, Алан Ланкастер                                      | 5:05         |

| №  | Название                 | Автор(ы)                    | Длительность |
| -- | ------------------------ | --------------------------- | ------------ |
| 1. | «Don’t Think It Matters» | Рик Парфитт, Алан Ланкастер | 4:55         |
| 2. | «Fine Fine Fine»         | Фрэнсис Росси, Боб Янг      | 2:30         |
| 3. | «Lonely Man»             | Рик Парфитт, Алан Ланкастер | 5:00         |
| 4. | «Slow Train»             | Фрэнсис Росси, Боб Янг      | 7:55         |

| №  | Название       | Автор(ы)                                                         | Длительность |
| -- | -------------- | ---------------------------------------------------------------- | ------------ |
| 1. | «Lonely Night» | Фрэнсис Росси, Рик Парфитт, Алан Ланкастер, Джон Коглан, Боб Янг | 3:29         |

## Участники записи
| Status Quo: - Фрэнсис Росси — гитара, вокал - Рик Парфитт — гитара, вокал - Алан Ланкастер — бас, вокал - Джон Коглан — ударные Приглашённые музыканты: - Боб Янг — губная гармоника - Том Паркер — клавишные | Технический персонал - Status Quo — продюсер - Дэймон Лион-Шоу — звукорежиссёр и микширование - Ричард Манваринг — ассистент звукорежиссёра - Энди Миллер — ассистент звукорежиссёра - Дэйв Филд — дизайн упаковки и художественное оформление |

## Позиция в хит-парадах и коммерческие показатели
| Год  | Хит-парад                                  | Высшая позиция | Пребывание в чарте |
| ---- | ------------------------------------------ | -------------- | ------------------ |
| 1974 | Австралия (Kent Music Report)              | 23             | нет данных         |
| 1974 | Австрия (Ö3 Austria)                       | 10             | 8 недель           |
| 1974 | Великобритания (UK Albums Chart)           | 2              | 16 недель          |
| 1974 | Норвегия (VG-lista)                        | 6              | 9 недель           |
| 1974 | Финляндия (Suomen virallinen lista)        | 10             | 22 недели          |
| 1974 | ФРГ (Offizielle Top 100)                   | 21             | 4 недели           |
|      |                                            |                |                    |
| 2015 | Великобритания (Rock & Metal Albums Chart) | 31             | 1 неделя           |

| Регион | Сертификация | Продажи  |
| --- | ------------ | -------- |
| Австралия (ARIA) | Золотой      | 20 000^  |
| Великобритания (BPI) | Золотой      | 100 000^ |
| Франция (SNEP) | Золотой      | 100 000* |
| Швейцария (IFPI Switzerland)                                                                                             | Золотой      | 25 000^  |
| Швеция (GLF) | Золотой      | 25 000   |
| * Данные о продажах приведены только на основе сертификации. ^ Данные о тиражах приведены только на основе сертификации. |              |          |